# Божественный объект
Боже́ственный объе́кт (англ. God object) — антипаттерн объектно-ориентированного программирования, описывающий объект, который хранит в себе «слишком много» или делает «слишком много».
Основная идея модульного программирования состоит в том, что большая задача делится на меньшие относительно независимые подзадачи (принцип «разделяй и властвуй»).
В развитии модульного программирования — объектно-ориентированном программировании — этот принцип выражается в создании множества объектов, каждый из которых решает только свою собственную задачу.
Подход «божественного объекта» противоположен этому принципу: основная часть функциональности программы кодируется в одном объекте. Так как этот объект хранит большое количество данных и имеет много методов, его роль в программе становится «божественной» (всеобъемлющей).
Вместо того, чтобы общаться друг с другом непосредственно, другие объекты полагаются на божественный объект. Так как на божественный объект ссылается так много кода, его обслуживание (внесение изменений) становится сложным: велик риск сломать существующую функциональность.
Божественный объект — это объектно-ориентированный аналог отказа от использования подпрограмм в процедурном программировании или использования слишком большого количества глобальных переменных для хранения информации о состоянии программы.
Хотя божественные объекты считаются плохой практикой программирования, поскольку вредят поддерживаемости кода, они могут быть полезны для работы при ограниченных ресурсах (в микроконтроллерах или мобильных телефонах), где производительность важнее, чем поддерживаемость кода.